# Allani

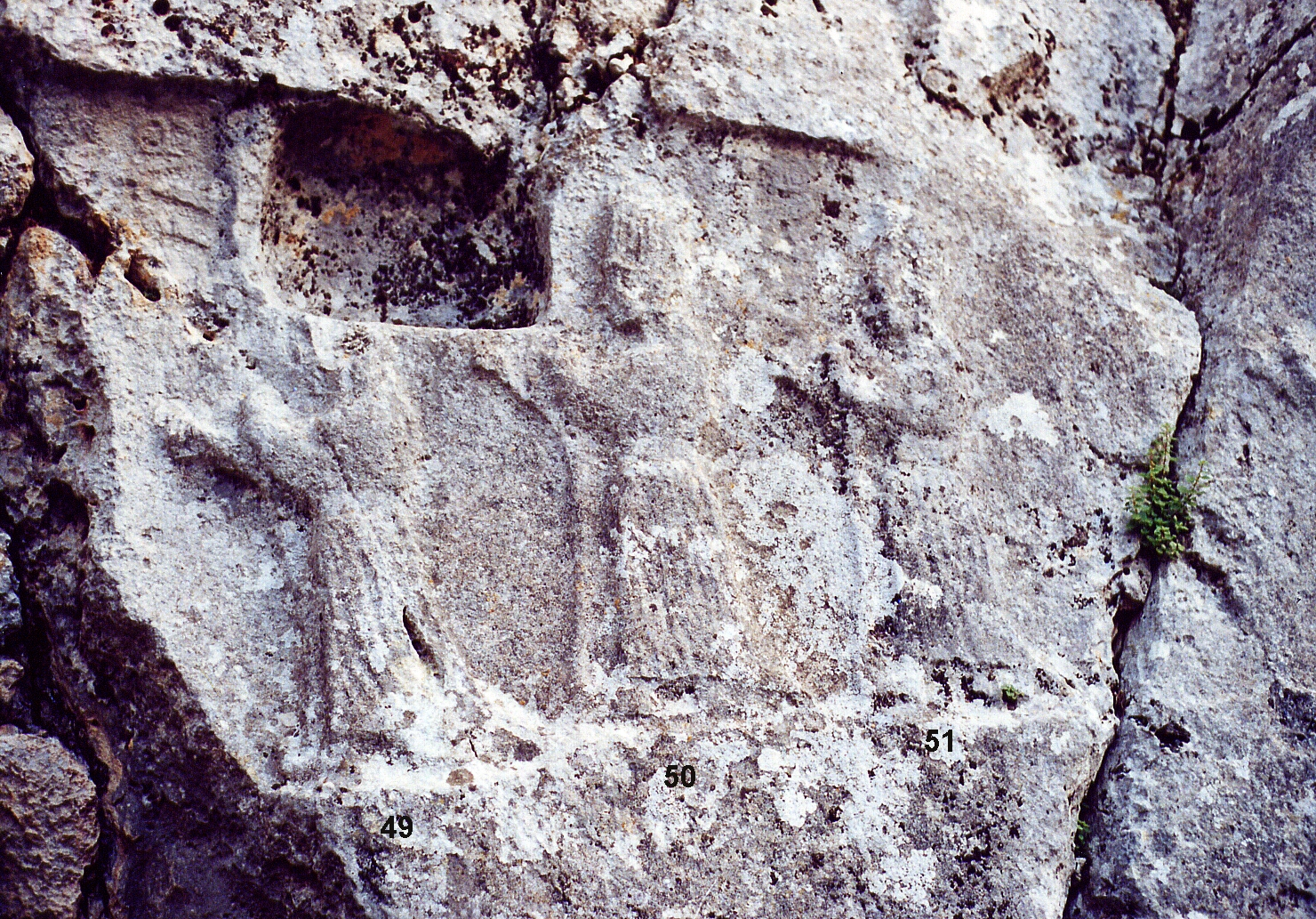
Allani, gefolgt von Išḫara und Nabarbi im hethitischen Felsheiligtum Yazılıkaya

Allani (hurritisch: allai=ni „die Herrin“; in Ugarit: aln) ist die hurritische Göttin der Unterwelt. Von den Hethitern, die ihren Kult im 14. Jahrhundert v. Chr. übernahmen, wurde sie mit der Sonnengöttin der Erde synkretisiert.

## Wesen
Allani hat ihren Palast in der Totenwelt und ihre Bezeichnung als „Riegelholz der Erde“ weist auf das Tor zur Unterwelt hin, das in nur einer Richtung begangen werden kann. Als der Wettergott Teššub sie in ihrem Palast besuchte, tanzte sie vor ihm und reichte ihm Speis und Trank. Sie wird von den „uralten Göttern“ umgeben, das sind Gottheiten, die existierten, bevor die herrschende Götterklasse um Teššub die Macht übernahm.
Beim hethitisch-hurritischen ḫišuwa-Fest wird ihre Statuette mit einem blauen Gewand eingekleidet, was auf den dunklen Aspekt der Unterwelt hinweist.

## Übernahme in andere Kulturen
Die hurritische Allani verband sich in Syrien mit der syrischen Göttin Išḫara und beide wachten über Eide. Unter dem semitisierten Namen Allatum gelangte der Kult der beiden Göttinnen bis nach Südmesopotamien.
Bei den Hethitern wurde sie mit der Sonnengöttin der Erde gleichgesetzt, manchmal auch mit Allatum, so im Felsheiligtum Yazılıkaya. Allatum wurde auch mit dem ursprünglich hattischen Totengott Lelwani synkretisiert, der dann als Göttin betrachtet wurde. Eine Gleichsetzung von Allani und Lelwani gab es dagegen nicht.